# Fontaines-en-Sologne
Fontaines-en-Sologne ist eine französische Gemeinde mit 659 Einwohnern (Stand: 1. Januar 2022) im Département Loir-et-Cher in der Region Centre-Val de Loire; sie gehört zum Arrondissement Blois und zum Kanton Chambord. Die Einwohner heißen Saint-Claudins.

## Geographie
Die Gemeinde Fontaines-en-Sologne liegt etwa 18 Kilometer ostsüdöstlich von Blois in der seenreichen Landschaft Sologne, 20 Kilometer südöstlich von Blois. Durch die Gemeinde fließt der Conon. Umgeben wird Fontaines-en-Sologne von den Nachbargemeinden Tour-en-Sologne im Nordwesten und Norden, Bauzy im Nordosten, Courmemin im Osten, Mur-de-Sologne im Südosten, Soings-en-Sologne im Süden, Le Controis-en-Sologne im Südwesten sowie Cheverny und Cour-Cheverny im Westen.

## Bevölkerungsentwicklung
| Jahr                       | 1962 | 1968 | 1975 | 1982 | 1990 | 1999 | 2006 | 2014 | 2021 |
| -------------------------- | ---- | ---- | ---- | ---- | ---- | ---- | ---- | ---- | ---- |
| Einwohner                  | 765  | 781  | 706  | 568  | 520  | 519  | 566  | 632  | 648  |
| Quellen: Cassini und INSEE |      |      |      |      |      |      |      |      |      |

## Sehenswürdigkeiten
- Kirche Notre-Dame, seit 1910 Monument historique
- Schloss Gué la Guette mit Schlosskapelle
- Schloss La Ravinière
- Schloss Les Haies
- Schloss Cobrières
- Wasserturm
- mehrere alte Häuser im Ortskern

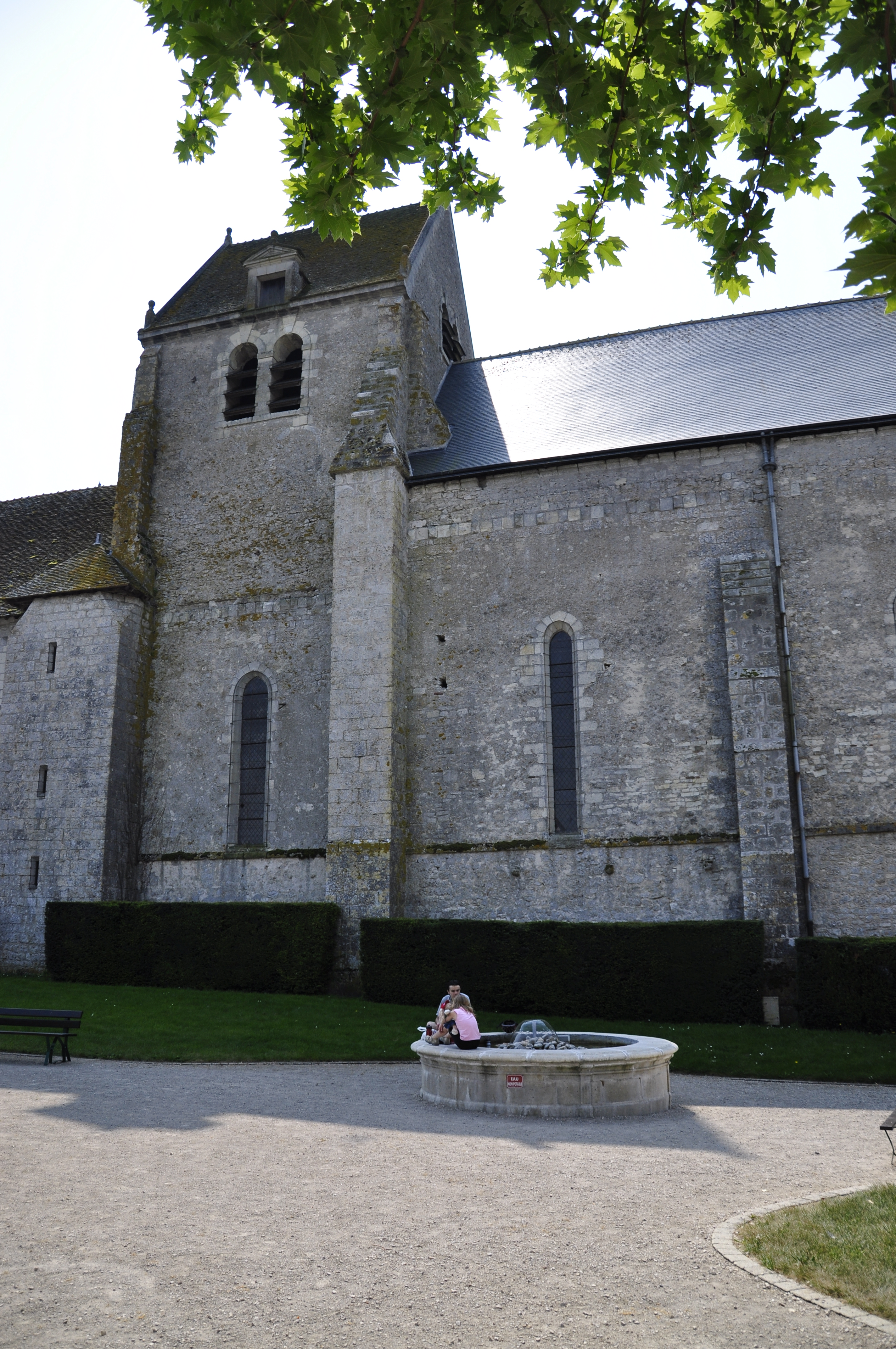
Kirche Notre-Dame
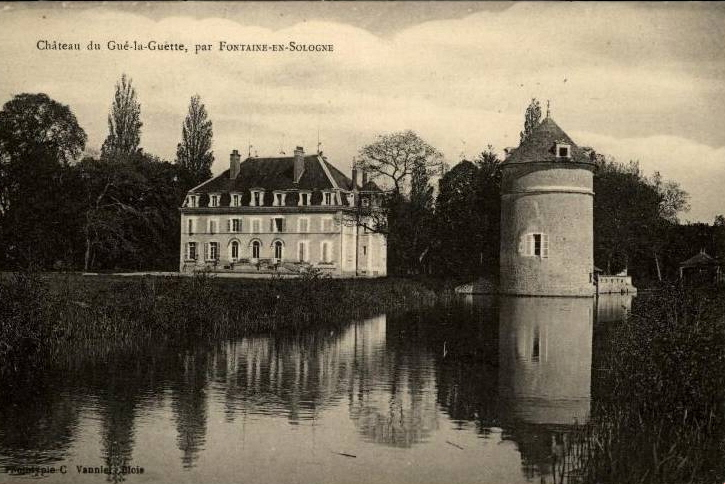
Schloss Gué la Guette Ende des 19. Jahrhunderts